# Konrad Tobiasiewicz
Konrad Tobiasiewicz (ur. 26 marca 1989 w Nowym Targu) – polski hokeista występujący na pozycji bramkarza. W zespole Podhala Nowy Targ zdobył Mistrzostwo Polski.

## Kariera klubowa
- SMS II Sosnowiec (2005–2006)
- Podhale Nowy Targ (2006–?)

## Sukcesy
- Mistrzostwo Polski 2007 z Podhalem Nowy Targ